# 전국국·공립대학교총장협의회
전국국·공립대학교총장협의회(全國國·公立大學校總長協議會)는 대한민국의 국립대학과 공립대학 중 학사 이상의 학위 과정을 제공하는 일반대학들의 협의체이다. 국·공립 대학간 친목을 도모하며 각 대학간 정책에 대해 논의하고 때로 교육부에 관련 사항을 건의하기도 한다.

## 설립 근거
- 《고등교육법》 제10조[3][4]

## 소속교
다음은 전국국·공립대학교총장협의회 소속 대학 목록이다. 소재 지역의 경우, 법률로 규정되거나, 각 교에서 본교캠퍼스로 명시하고 있는 위치만 기재하였다.
| 교명               | 유형      | 소재 | 설립                          | 비고      |
| ------------------ | --------- | ---- | ----------------------------- | --------- |
| 강릉원주대학교     | 대학      | 강원 | 1946 공립강릉사범학교         | 중심      |
| 강원대학교         | 대학      | 강원 | 1947 도립춘천농업대학         | 거점      |
| 경북대학교         | 대학      | 경북 | 1946 국립대구사범대학         | 거점      |
| 경상국립대학교     | 대학      | 경남 | 1948 도립진주초급농과대학     | 거점      |
| 경인교육대학교     | 교육대학  | 인천 | 1946 공립개성사범학교         | 교원      |
| 공주교육대학교     | 교육대학  | 충남 | 1938 공립공주여자사범학교     | 교원      |
| 공주대학교         | 대학      | 충남 | 1948 도립공주사범대학         | 중심      |
| 광주교육대학교     | 교육대학  | 광주 | 1923 공립전남사범학교         | 교원      |
| 군산대학교         | 대학      | 전북 | 1947 공립군산사범학교         | 중심      |
| 금오공과대학교     | 대학      | 경북 | 1979 사립금오공과대학         | 중심      |
| 대구교육대학교     | 교육대학  | 대구 | 1950 공립대구사범학교         | 교원      |
| 목포대학교         | 대학      | 전남 | 1946 공립목포사범학교         | 중심      |
| 목포해양대학교     | 대학      | 전남 | 1950 사립목포수산산성고등학교 | 중심      |
| 부경대학교         | 대학      | 부산 | 1941 공립부산고등수산학교     | 중심      |
| 부산교육대학교     | 교육대학  | 부산 | 1946 공립부산사범학교         | 교원      |
| 부산대학교         | 대학      | 부산 | 1946 국립부산대학             | 거점      |
| 서울과학기술대학교 | 대학      | 서울 | 1910 공립어의동실업보습학교   | 중심      |
| 서울교육대학교     | 교육대학  | 서울 | 1946 공립경기사범학교         | 교원      |
| 서울대학교         | 대학 법인 | 서울 | 1946 국립서울대학교           | 거점      |
| 순천대학교         | 대학      | 전남 | 1935 공립순천농업학교         | 중심      |
| 안동대학교         | 대학      | 경북 | 1947 공립안동사범학교         | 중심      |
| 인천대학교         | 대학 법인 | 인천 | 1979 인천공과대학             | 빈칸      |
| 전남대학교         | 대학      | 광주 | 1909 광주농업학교             | 거점      |
| 전북대학교         | 대학      | 전북 | 1947 이리농과대학             | 거점      |
| 전주교육대학교     | 교육대학  | 전북 | 1923 공립전북사범학교         | 교원      |
| 제주대학교         | 대학      | 제주 | 1952 제주초급대학             | 거점 교원 |
| 진주교육대학교     | 교육대학  | 경남 | 1923 공립경남사범학교         | 교원      |
| 창원대학교         | 대학      | 경남 | 1969 도립마산교육대학         | 중심      |
| 청주교육대학교     | 교육대학  | 충북 | 1941 공립청주사범학교         | 교원      |
| 춘천교육대학교     | 교육대학  | 강원 | 1939 공립춘천사범학교         | 교원      |
| 충남대학교         | 대학      | 대전 | 1952 도립충남대학교           | 거점      |
| 충북대학교         | 대학      | 충북 | 1951 도립청주초급농과대학     | 거점      |
| 한경국립대학교     | 대학      | 경기 | 1939 공립안성농업학교         | 중심      |
| 한국교원대학교     | 대학      | 충북 | 1984 국립한국교원대학교       | 중심 교원 |
| 한국교통대학교     | 대학      | 충북 | 1965 국립충주공업초급대학     | 중심      |
| 한국예술종합학교   | 각종학교  | 서울 | 1992 국립한국예술종합학교     |           |
| 한국전통문화대학교 | 대학      | 충남 | 1996 국립한국전통문화학교     |           |
| 한국체육대학교     | 대학      | 서울 | 1976 국립한국체육대학         | 중심      |
| 한국해양대학교     | 대학      | 부산 | 1945 진해고등상선학교         | 중심      |
| 한밭대학교         | 대학      | 대전 | 1927 공립홍성공업전수학교     | 중심      |
| 서울시립대학교     | 공립      | 서울 | 1918 공립경성농업학교         | 중심      |

## 같이 보기
- 거점국립대학교총장협의회
- 국가중심국공립대학교총장협의회
- 한국대학교육협의회
- 전국교원양성대학교총장협의회